# Stenactis annua
Stenactis annua là một loài thực vật có hoa trong họ Cúc. Loài này được (L.) Cass. miêu tả khoa học đầu tiên.